# Requiário II
Requiário II ou Réquita II. Rei dos Suevos. Subiu ao trono em 508. Morreu em data incerta.